# Esther Bührer

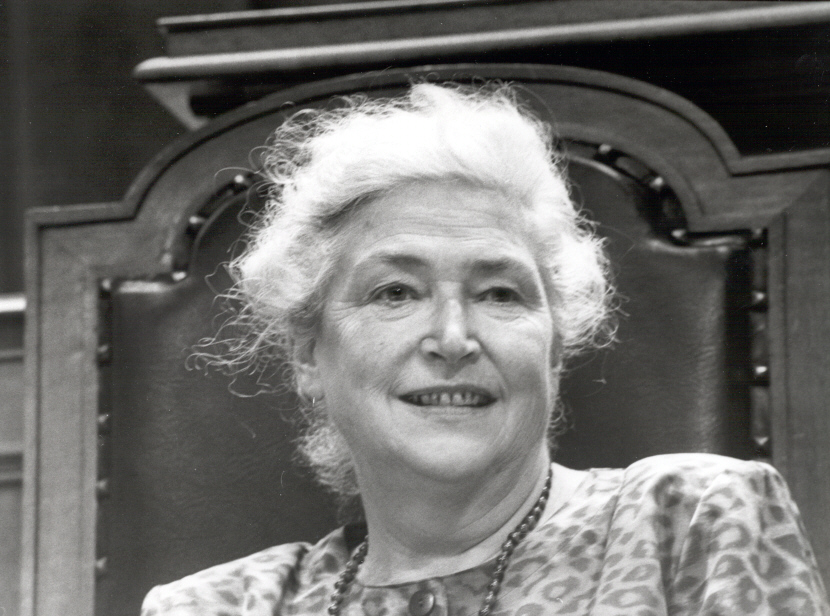
Esther Bührer (1991)

Esther Bührer (* 30. März 1926 als Esther Gnädinger in Schaffhausen; † 1. August 2020 ebenda) war eine Schweizer Politikerin (SP). Sie zog als erste Frau aus dem Kanton Schaffhausen 1979 in den Ständerat ein und hatte ihr Amt als Ständerätin bis 1991 inne.

## Leben
Nach dem Lehrerseminar in Schaffhausen und dem Sekundarlehrerstudium an der Universität Zürich arbeitete Esther Bührer von 1950 bis 1954 als Primarlehrerin in Schaffhausen. Im Anschluss lehrte sie drei Jahre an der Schweizerschule in Bogotá. 1970 nahm sie ihre berufliche Tätigkeit als Sekundarschullehrerin in Schaffhausen wieder auf.
Sie war verheiratet und hatte zwei Söhne. Sie verstarb Anfang August 2020 im Alter von 94 Jahren in Schaffhausen.

## Politische Laufbahn

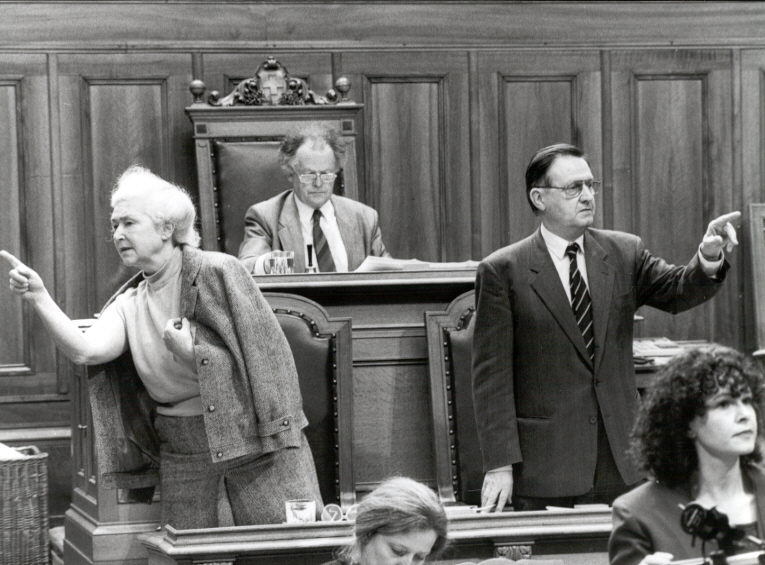
Als Stimmenzählerin im Ständerat

Anfang der 1970er Jahre begann sie sich politisch immer stärker zu engagieren. Von 1973 bis 1992 vertrat sie die Sozialdemokratische Partei (SP) im Kantonsrat von Schaffhausen, den sie 1978 als erste Frau präsidierte. Von 1979 bis 1991 vertrat sie den Kanton Schaffhausen als Ständerätin in Bern.